# 南映画劇場
南映画劇場（みなみえいがげきじょう）は、かつて愛知県名古屋市南区内田橋一丁目にあった映画館。1952年（昭和27年）に開館し、2011年（平成23年）5月22日に閉館した。通称は内田橋南映（うちだばしなんえい）。

## 歴史
1952年（昭和27年）5月、名古屋市南区豊門町2-2に開館。当初の座席数は304席。当館が出来るまでの名古屋市南区の映画館は、内田橋劇場（1937年10月30日開館）・笠寺映画劇場（1944年6月開館）・白水劇場（1951年開館）の3館しかなかった。
1979年には移転新築を行い、1月下旬からの休館を経て、6月7日に再オープンしている。座席数は165席（後に156席）に減少した。
晩年は成人映画館であり、連日にわたって成人映画3本立ての興行を行っていた受付脇の売店ではビール、清涼飲料、菓子などを販売していた。165席のホールは舞台を有していた。40台を収容できる駐車場を有していた。
2006年11月にはピンク映画監督の荒木太郎が南映画劇場を主舞台として『ふしだら慕情 白肌を舐める舌』を撮影した。この作品はピンク映画として初めて名古屋でロケが行われた作品とされており、2007年4月に公開された。
2009年12月25日から30日には『アラフォー離婚妻 くわえて失神』を上映。吉行由実監督の20作目であり、熟れ頃のアラフォー女優・冴島奈緒が主演、今作が初脱ぎとなる新人・延山未来も出演している。
2011年5月18日から5月22日の最終興行は、『淑女の裏顔 暴かれた恥唇』（荒木太郎監督、廃ビルで絡み合う男女と連絡の取れない妹）、『いんび快楽園 感じて』（池島ゆたか監督、リストラに遭ったサラリーマンが映画館で親子丼）、『好きもの人妻たち 乱交』（深町章監督、抱腹絶倒のスワップ夫婦）の3作品だった。最終日には荒木太郎をゲストに招いてサイン会と握手会を行い、5月22日をもって閉館。これにより名古屋市南区内から従来型の映画館が皆無となった。2025年現在、跡地はスギ薬局内田橋店の駐車場となっている。